# Guttation

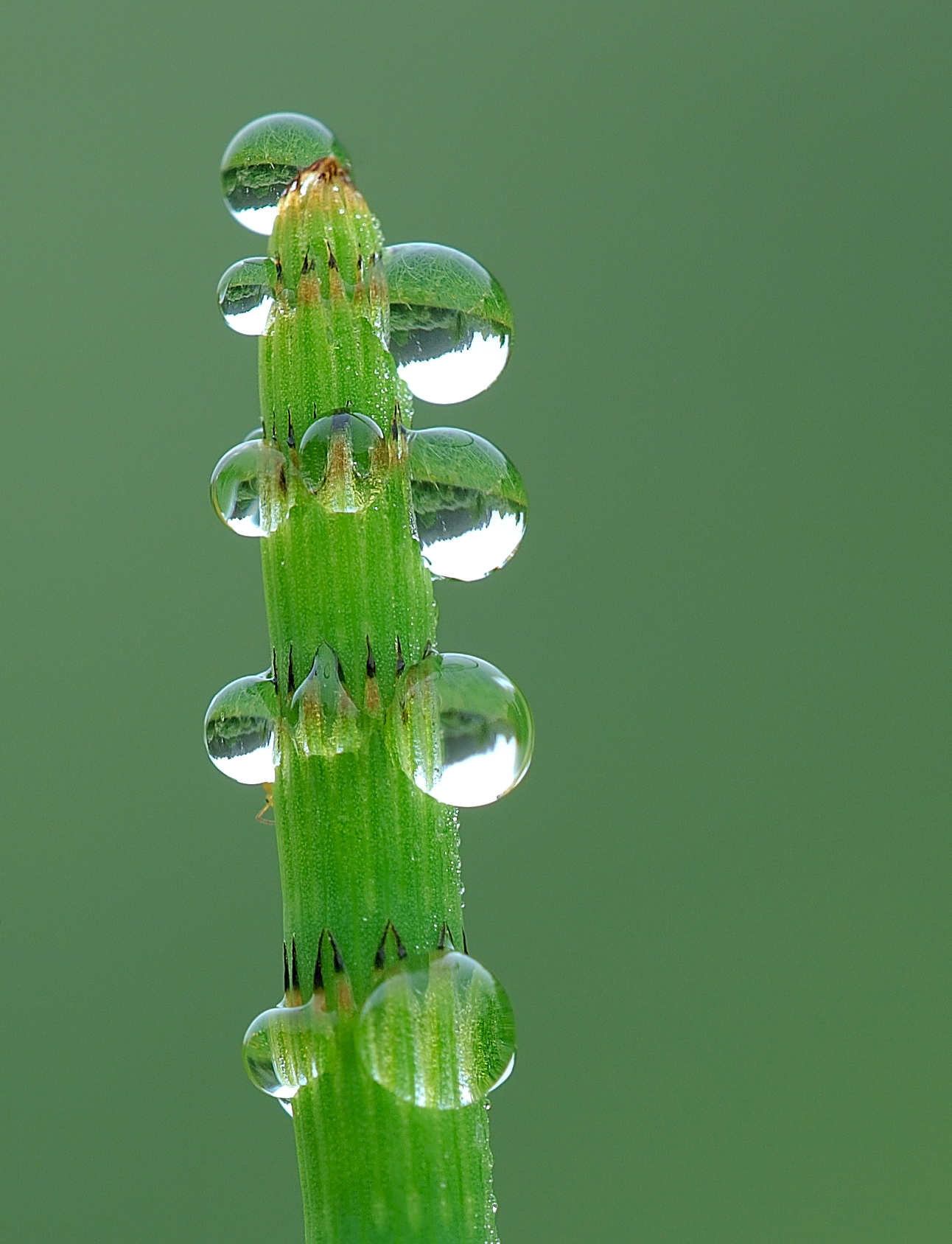
Guttation på fräken

Guttation är "dagg i gräset". Guttation förekommer på kvällen när markvatten fortfarande strömmar upp genom växten för att transpireras, men att luften närmast bladen har en relativ luftfuktighet på 100 %, vilket innebär att det upptransporterade vattnet hamnar på bladen istället för att absorberas av luften. Det gutterade vattnet avdunstar först nästa dag, när luften värms upp, varpå den relativa luftfuktigheten sjunker närmast bladen.

## Etymologi
Ordet guttation är byggt på det latinska ordet gutta, som betyder droppe.

## Skillnaden mellan dagg och guttation
För den oinvigde kan det vara svårt att skilja på dagg och guttation. Dagg innebär att vattenånga från luften kondenseras på en yta, till exempel ett biltak, på grund av dess temperatur understiger luftens daggpunkt.